# Grzbiet Hawajski
Grzbiet Hawajski (ang. Hawaiian Ridge) – podmorski grzbiet oceaniczny z łańcuchem wysp wulkanicznych na Oceanie Spokojnym, w którego skład wchodzi Archipelag Hawajski.
Archipelag Hawajski znajduje w młodszej części grzbietu (wiek ok. 45 mln lat)). Ciągnie się od wyspy Hawaiʻi do wysp Midway (stan Hawaje USA i Północno-Zachodnie Wyspy Hawajskie). Starsza część grzbietu (od Midway do Aleutów) to podwodny łańcuch Grzbietu Hawajskiego i Grzbiet Cesarski. 
Grzbiet wciąż powstaje w wyniku przesuwania się płyty oceanicznej ponad aktywną plamą gorąca, co powoduje że Archipelag Hawajski jest jednym z najbardziej aktywnych regionów wulkanicznych. Załamanie pomiędzy Grzbietem Hawajskim i Cesarskim (Góry Cesarskie) wskazuje zmianę kierunku ruchu płyty pacyficznej.

## Powstawanie łańcucha wulkanicznych wysp hawajskich
Najbardziej popularną hipotezę, dotyczącą geologicznej historii grzbietu hawajskiego, sformułował John Tuzo Wilson, kanadyjski geofizyk, pionier badań w dziedzinie tektoniki płyt, profesor University of Toronto. Zgodnie z tą hipotezą wyspy łańcucha powstawały kolejno nad praktycznie nieruchomą plamą gorąca. Nowy aktywny wulkan stopniowo tracił aktywność wskutek jego przesuwania się na płycie dna oceanu – oddalania się poza zasięg oddziaływania pióropusza płaszcza. 
Oddalająca się od plamy wyspa z wygasłym wulkanem ulega procesom wietrzenia i erozji, a następnie pogrąża się w oceanie. Łańcuch kolejno zatapianych w ten sposób wysp wulkanicznych utworzył grzbiet. Grzbiet podwodny o wieku ponad 45–50 mln lat (Grzbiet Cesarski, Emperor seamount chain) kieruje się na północ, co sugeruje, że wcześniej płyta przemieszczała się w tym kierunku. 
Według nowszych badań (początek XXI w.) hipoteza dotycząca niezmiennego położenia plamy gorąca nie jest poprawna. Część geofizyków wyjaśnia załamanie się linii grzbietu hawajskiego ok. 50 mln lat temu nie zmianą kierunku ruchu płyty oceanicznej lecz zmianą położenia plamy, jednak nowsze pomiary wieku podwodnych wulkanów skłaniają do odrzucenia tej hipotezy.

## Współczesne wyspy łańcucha
Obecnie nad plamą gorąca znajdują się czynne wulkany, Mauna Loa i Kīlauea. Oddalają się od strefy ryftu zgodnie ze współczesnym kierunkiem i prędkością rozrastania się dna Oceanu Spokojnego. Wiek jednej z najstarszych wysp tej gałęzi archipelagu, która jeszcze nie uległa zatopieniu (wyspa Kauaʻi), jest szacowany na ok. 5 mln lat. W przyszłości, gdy odsunie się na zachód wyspa Hawaiʻi, jej miejsce nad plamą zajmie Lōʻihi – obecnie wulkan podwodny.